# Ormsby County

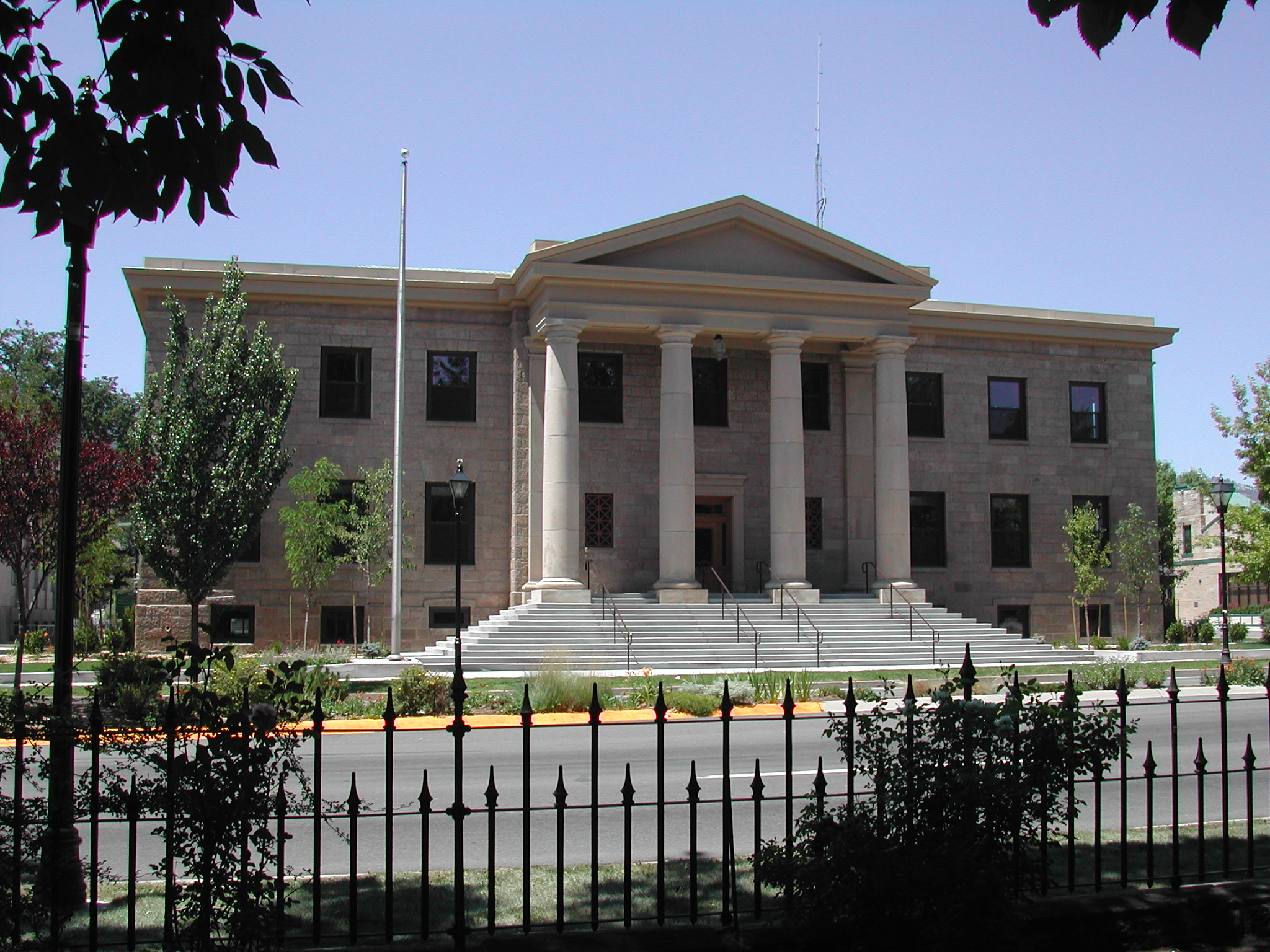
Het voormalige gerechtsgebouw van Ormsby County, tegenover het Capitool van Nevada in Carson City. Het gebouw huisvest nu het kantoor van de attorney general van Nevada.

Ormsby County is een voormalige county in de Amerikaanse staat Nevada.
Ormsby County werd in 1861 opgericht en omvatte Carson City, de hoofdstad van Nevada die twee jaar eerder werd gesticht. De county was vernoemd naar William Ormsby, die een belangrijke rol speelde in de oprichting van Nevada en de instelling van Carson City als hoofdstad.
Midden 20e eeuw werd overwogen om Ormsby County administratief samen te voegen met Carson City, daar er buiten de stad amper mensen in de county woonden. In 1966 stemde de bevolking hier in een volksraadpleging mee in. In 1968 volgde de vereiste grondwetswijziging en op 1 april 1969 werden de twee entiteiten officieel gefuseerd tot de Consolidated Municipality of Carson City. In tegenstelling tot eengemaakte stad-county's (consolidated city–county), zoals San Francisco, waar de stad en county samenvallen maar hun namen behouden, is Carson City sinds 1969 een onafhankelijke stad (independent city) en is er geen sprake meer van Ormsby County.